# Locketorps socken
Locketorps socken i Västergötland ingick i Vadsbo härad, ingår sedan 1971 i Skövde kommun och motsvarar från 2016 Locketorps distrikt.
Socknens areal är 32,62 kvadratkilometer varav 32,54 land. År 2000 fanns här 554 invånare.  Den östra delen av tätorten Ulvåker samt Locketorps kyrka ligger i socknen.

## Administrativ historik
Socknen har medeltida ursprung. 
Vid kommunreformen 1862 övergick socknens ansvar för de kyrkliga frågorna till Locketorps församling och för de borgerliga frågorna bildades Locketorps landskommun. Landskommunen uppgick 1952 i Binnebergs landskommun som 1971 uppgick i Skövde kommun. Församlingen uppgick 2002 i Värings församling.

1 januari 2016 inrättades distriktet Locketorp, med samma omfattning som församlingen hade 1999/2000.  
Socknen har tillhört län, fögderier, tingslag och domsagor enligt vad som beskrivs i artikeln Vadsbo härad. De indelta soldaterna tillhörde Skaraborgs regemente, Södra Vadsbo kompani och Västgöta regemente, Vadsbo kompani.

## Geografi
Locketorps socken ligger nordost om Skövde. Socknen är en odlad slättbygd med skogsmark i söder.

## Fornlämningar
Från järnåldern finns gravar och stensättningar.

## Namnet
Namnet skrevs 1395 Lokkatorp och kommer från kyrkbyn. Efterleden är torp, 'nybygge'. Förleden innehåller mansnamnet Lokke, 'den lockige'.